# Art azerbaïdjanais

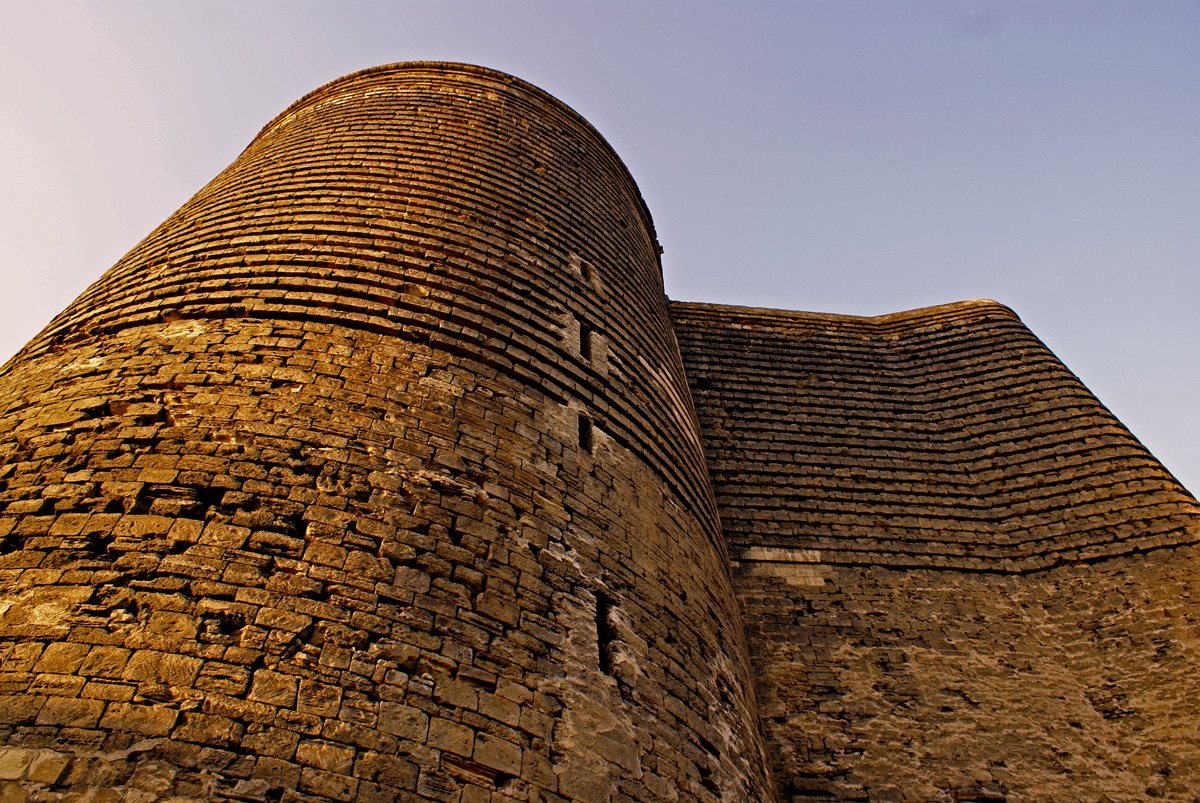
La Tour de la Vierge

L'art azerbaïdjanais s'est développé au cours de l'histoire ancienne de l'Azerbaïdjan et de l'Azerbaïdjan iranien.
Les Azerbaïdjanais ont créé une culture riche et distinctive, dont une grande partie est l’art décoratif et appliqué. Cette forme d'art enracinée dans l'antiquité blanchâtre est représentée par un large éventail de produits artisanaux tels que la chasse, la fabrication de bijoux, la gravure sur métal, la sculpture sur bois, la pierre et l'os, la fabrication de tapis, laçage, modelage et impression, le tricotage et broderie. Chacun de ces types d’art décoratif, preuve de la culture et des richesses de la nation azerbaïdjanaise, y est très populaire. De nombreux marchands, voyageurs et diplomates qui ont visité ces lieux à différentes époques ont rapporté de nombreux faits intéressants concernant le développement de l'artisanat d'art en Azerbaïdjan.

## Art préhistorique

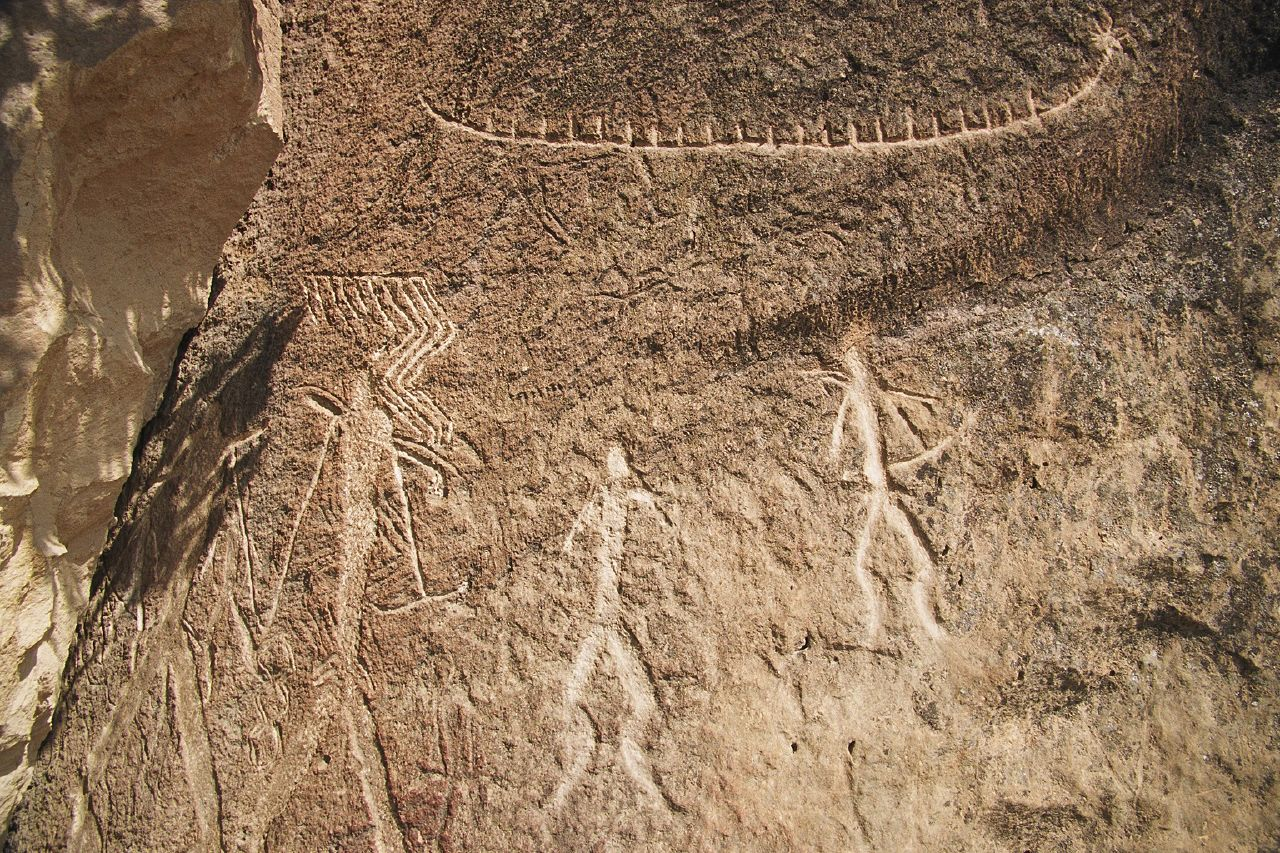
Gobustan

Des images reflétant la magie, des notions totémiques d'ancien peuple, leurs coutumes religieuses et leurs scènes de chasse conservées sur des rochers dans Gobustan témoignent de l'art primitif à l'époque paléolithique. Hommes et femmes, scènes de pêche, images de gens qui dansent sur les rochers, chasseurs de chevaux au galop, silhouette solitaire d'un faucheur avec une faucille, danses rondes de personnages rappelant le yalli, bateaux avec des rameurs, panneaux solaires et divers animaux sauvages dépeint là. 
Les pétroglyphes Gamigaya sur le territoire du rayon d’Ordubad remontent aux IVe siècle et Ier siècle avant notre ère. Environ 1 500 peintures rupestres délogées et sculptées avec des images de cerfs, chèvres, taureaux, chiens, serpents, oiseaux, êtres fantastiques ainsi que des personnages, des calèches et divers symboles avaient été découverts sur des roches basaltiques.

## Antiquité
Les découvertes d'objets en céramique appartenant à la culture albanienne du Caucase découvertes lors de fouilles archéologiques ont des formes variées, des formes parfaites et de beaux ornements. Des variétés de motifs ornementaux et sémantiques peints sont typiques des objets en céramique découverts dans différents oblasts de l'Azerbaïdjan, tels que Chahtakhty et Gizilvang.

Un grand vaisseau découvert dans le village de Chahtakhty et des vaisseaux zoomorphes à fond noir découverts à Mingatchevir sont les motifs les plus célèbres d'objets en céramique d'Azerbaïdjan. La découverte la plus intéressante est une tasse en rhyton unique avec une figure de cerf avec des bois ramifiés. Une figure de cerf à deux têtes provenant des sépultures du village de Dolanlar, des figures en bronze représentant des oiseaux du village de Tchovdar, une parure en or ainsi qu'un rhyton à tête de cerf de Mingatchevir avaient été découvertes.

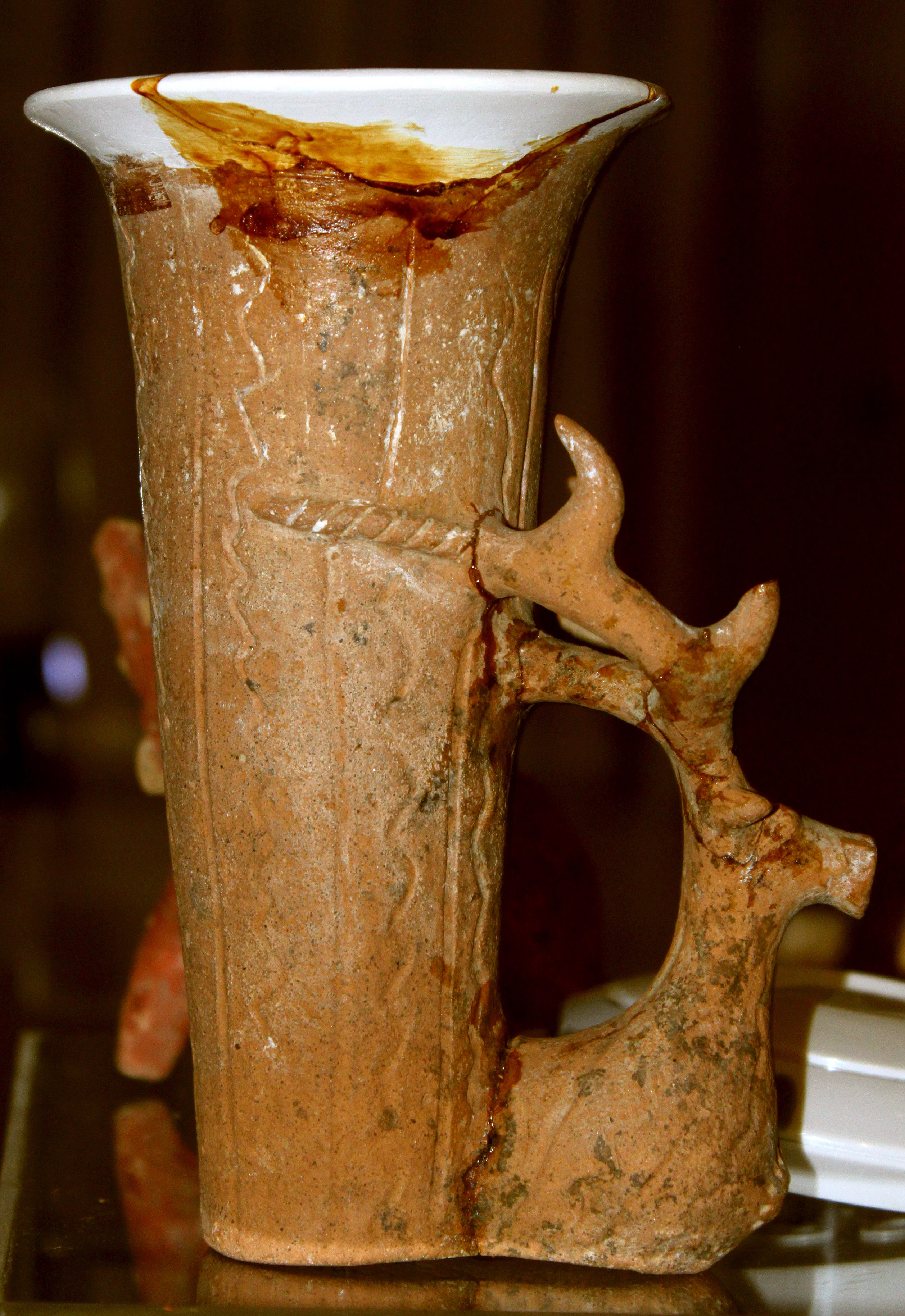
Le rhyton à tête de cerf de Mingatchevir. 2e millénaire av. J.-C.
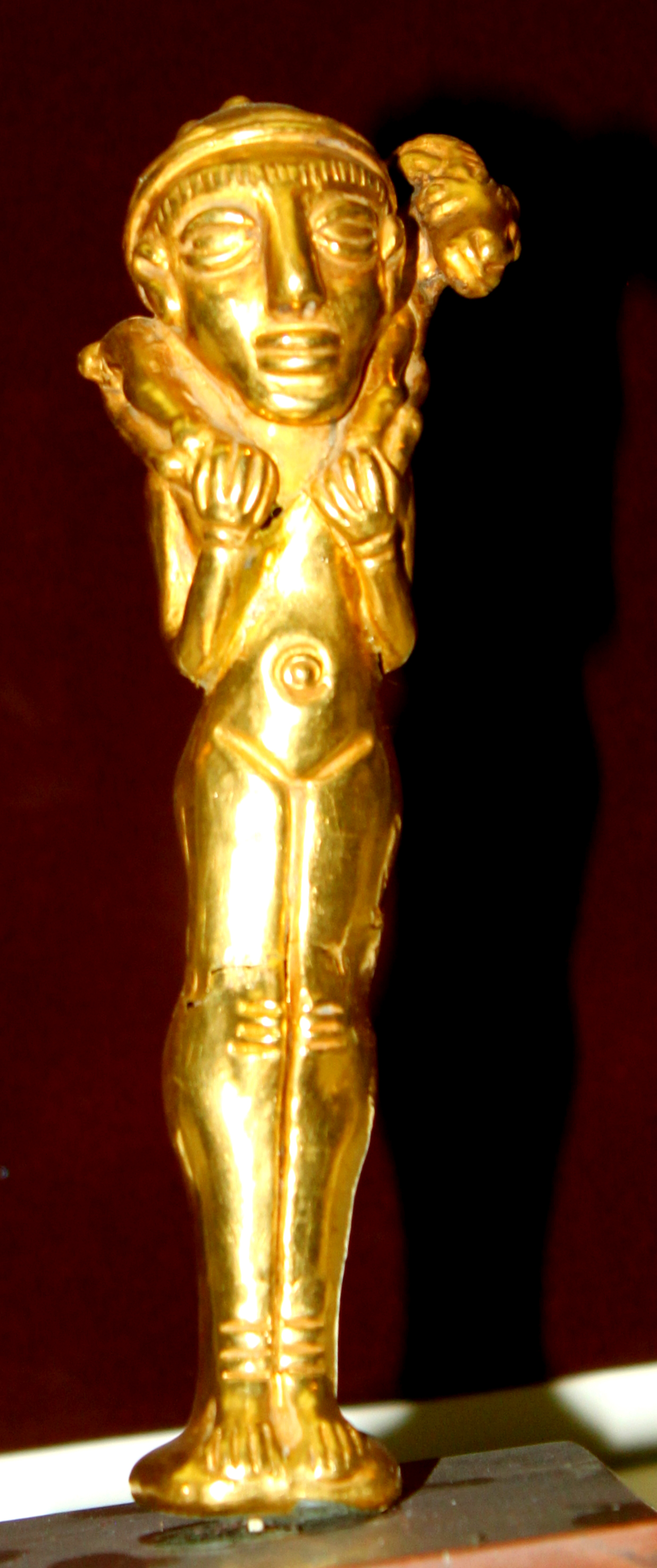
Statuette en or de Lankaran
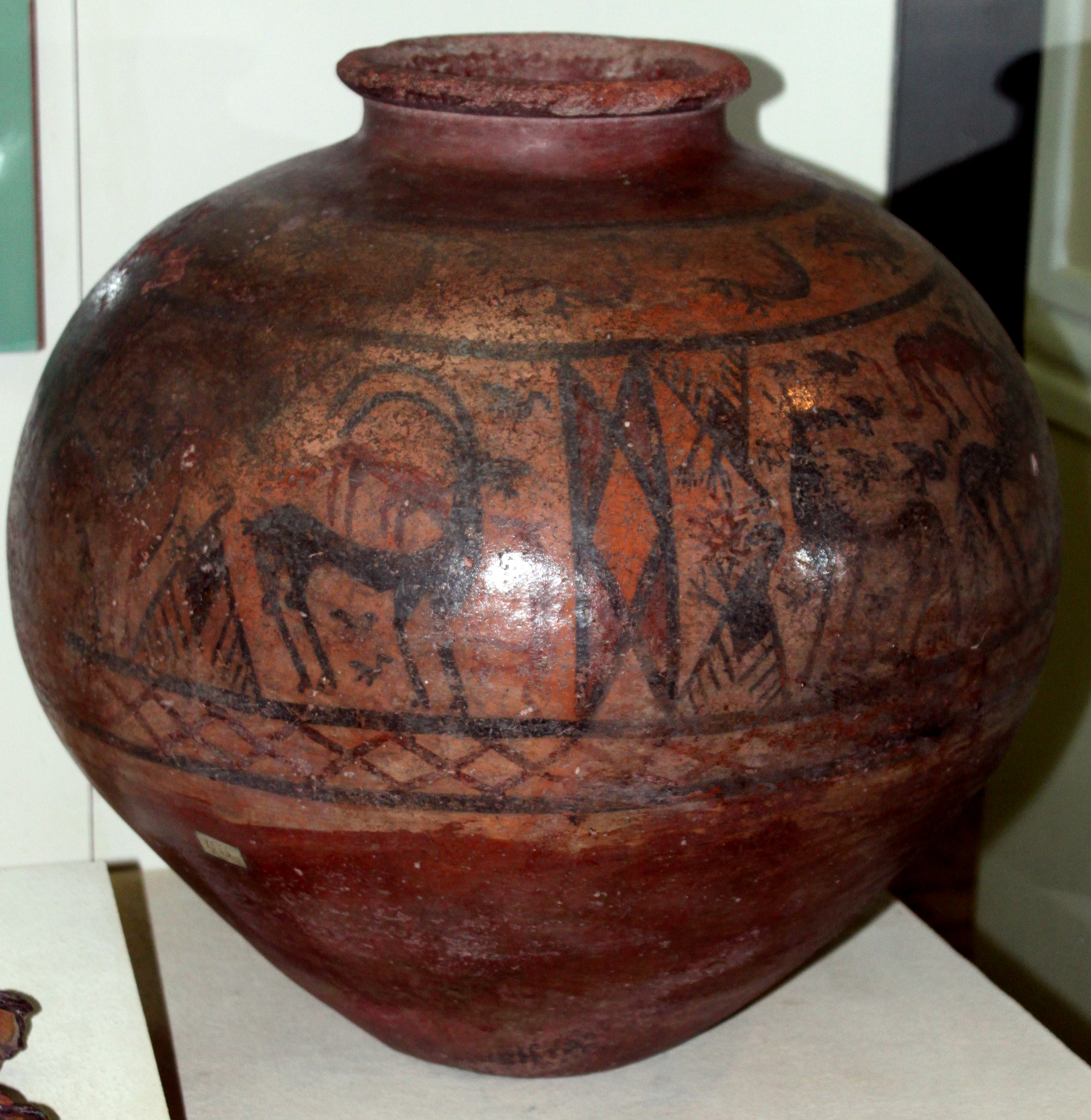
Un navire de la colonie de Chahtakhty.
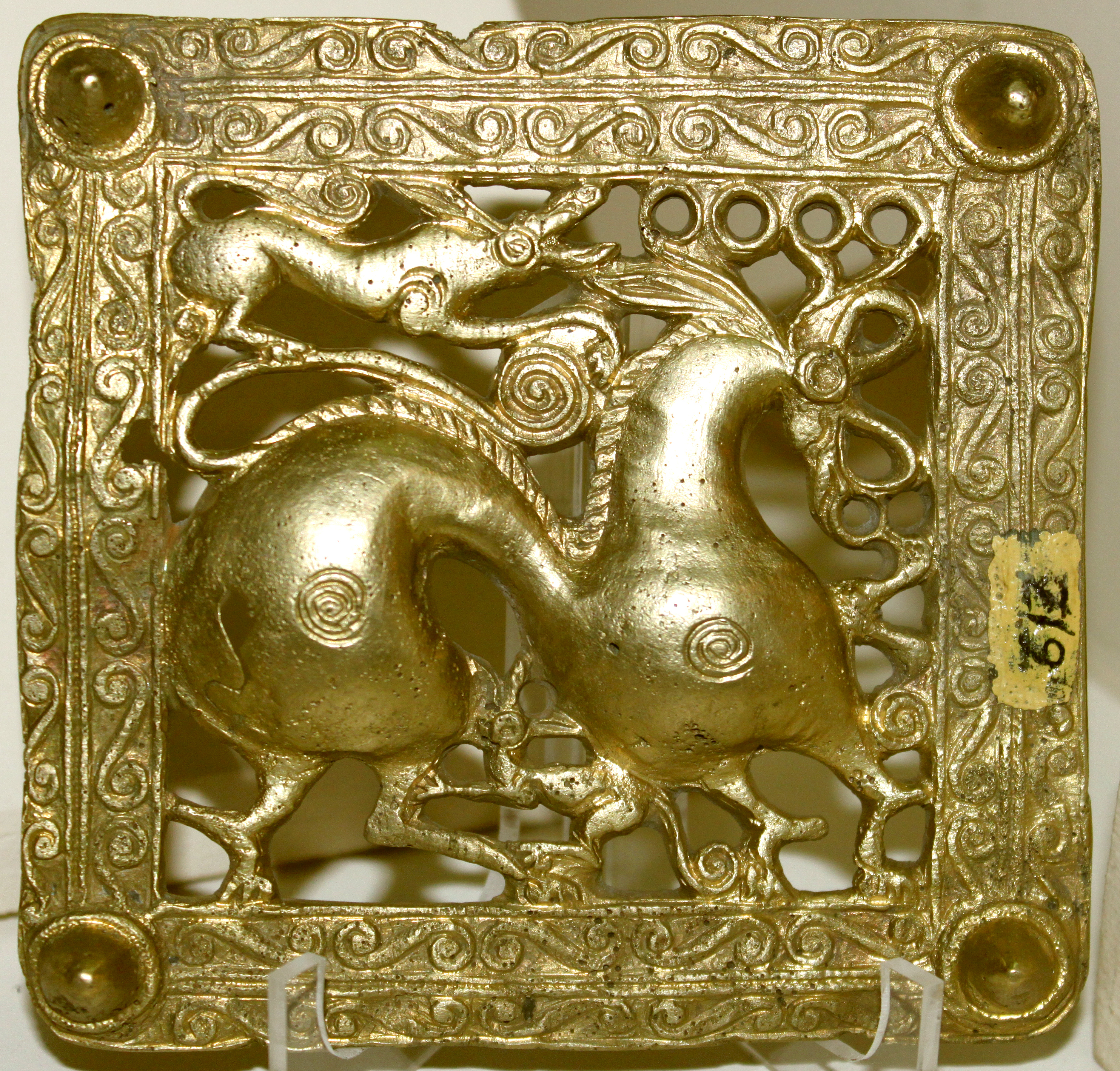
Titre de ceinture en or scythian de Mingatchevir.

## Moyen Âge
Les motifs de gravures et de sculptures étaient largement répandus dans les arts visuels à l’époque de l’existence de l’Albanie du Caucase.
Une casquette en pierre de VIe siècle découverte dans la colonie Sudagilane de rayon de Mingatchevir était l'une des découvertes les plus célèbres de cette époque. Une coupe découverte dans le village de Bartim et datant des IIe – IVe siècles est conservée au Musée d'histoire de Moscou. 
La saisie de l’Albanie du Caucase par des Arabes au VIIe siècle revêtit une grande importance pour le développement futur des arts visuels. Les cultures musulmanes - iranienne et arabe ont commencé à se répandre sur le territoire de l'Azerbaïdjan moderne. La construction de mosquées, de mausolées, de châteaux et d'autres monuments architecturaux cultuels a été suivie de leur décoration avec divers motifs et ornements, éléments calligraphiques (épitaphe), carreaux et bas-reliefs. La restriction des images d'êtres vivants par l'Islam a stimulé le développement de formes décoratives d'arts décoratifs. Les ornements du mausolée Momine Khatun à Nakhitchevan, construits à l’époque du règne de Seljuq Atabeg et de la khanegah au bord de la rivière Pirsaat, sont des monuments intéressants de cette époque.
Un ensemble de petits États est apparu sur le territoire de l’Azerbaïdjan après l’affaiblissement du califat arabe. Des écoles d'art locales ont été ouvertes dans des villes telles que Barda, Chamakhi, Beylagan, Gandja, Nakhitchevan et Chabran. Les écoles d'architecture de Nakhitchevan, Chirvan-Abcheron et Tabriz sont les plus importantes. Les monuments et les constructions de «l'école de Nakhitchevan» se distinguent par leurs détails en céramique, initialement à une couleur, puis multicolores. Les motifs ornementaux sont généralement constitués de briques cuites et de carreaux. Les murs de pierre lisses avec des plastiques, rarement utilisés dans les éléments architecturaux, appartiennent à «l'école d'architecture Chirvan-Abcheron». Les motifs de sculpture sur pierre, les ornements géométriques et végétaux occupent une place importante dans les bâtiments appartenant à cette école d'architecture.
La valeur artistique du «divankhana» de l'ensemble du Palais des Chirvanshahs «est déterminée par la perfection de la composition, la tectonique des formes architecturales, la virtuosité de la peinture et la création d'ornements», selon L. Brétatsinki et B.Weymarn.
Des pierres portant des inscriptions et des images représentant des personnes et des animaux (tigre, chameau, cheval, taureau et oiseau) avaient été découvertes dans le monument architectural des Chirvanshahs, appelé le château Sabayil, construit au XIIIe siècle dans la baie de Bakou. Il avait été fait dans un style de sculpture profonde et avait des caractéristiques de frise. Ce monument est un modèle d'art sculptural où les inscriptions et les images saillantes ont été un facteur décisif dans la conception décorative des bâtiments. Les traditions culturelles de l'ancienne Albanie caucasienne sont conservées dans les reliefs des pierres.
Les pierres de Bayil, qui avaient des caractéristiques de frises, consistaient en éléments décoratifs de grands monuments architecturaux situés à terre à cette époque.

Des objets en céramique découverts lors de fouilles archéologiques à Chabran et à Beylagan témoignent également du développement de haut niveau des arts visuels au Moyen Âge.

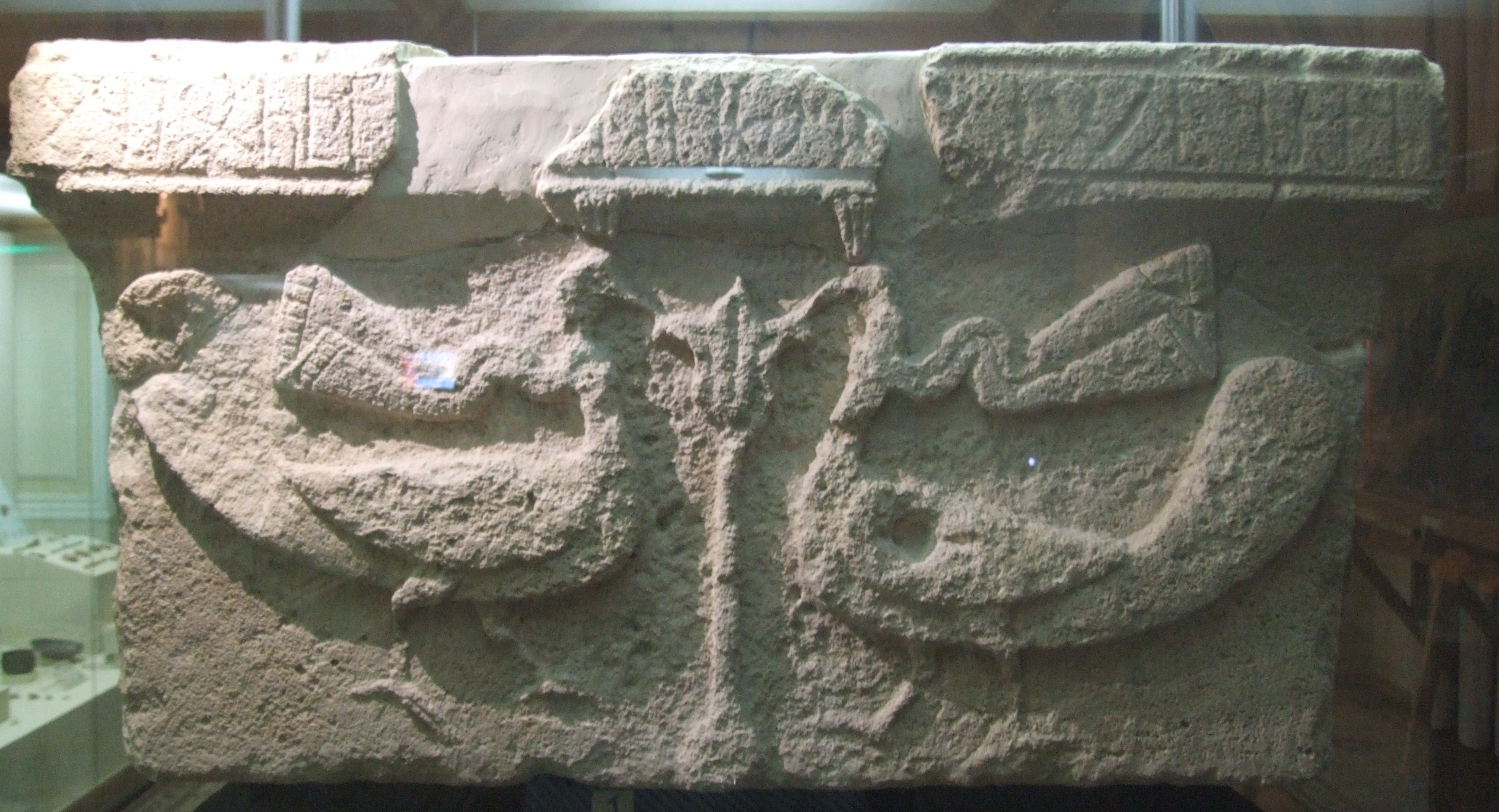
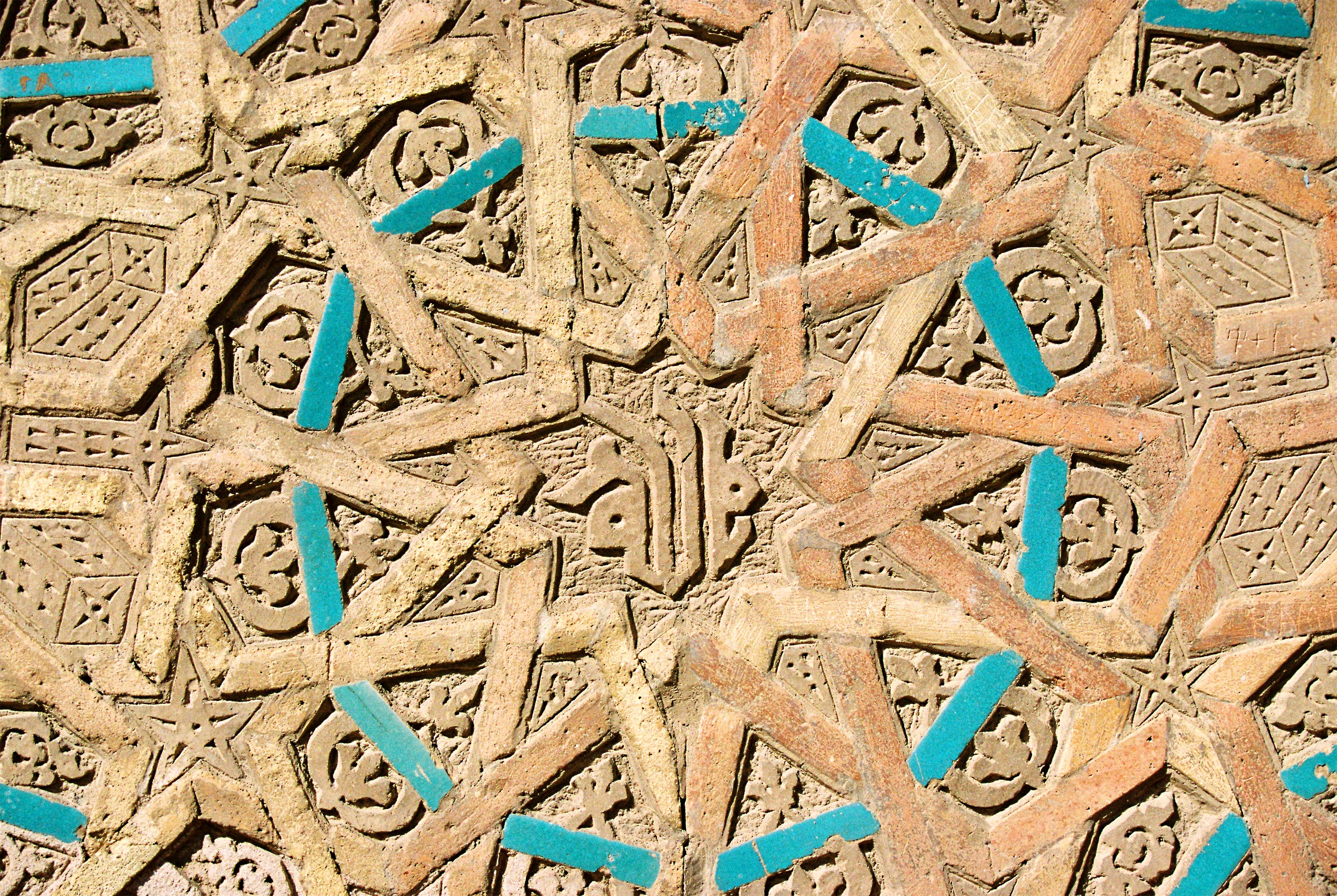
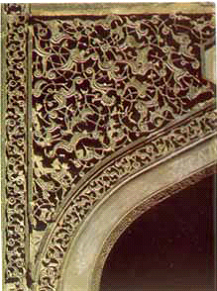

## XVesiècle

### Tapis azerbaïdjanais
Les tapis azerbaïdjanais sont un produit de l’Azerbaïdjan, un ancien centre de tissage de tapis. L'Azerbaïdjan est connu depuis l'Antiquité comme le centre d'une grande variété de métiers. Les fouilles archéologiques sur le territoire azerbaïdjanais témoignent de l’agriculture bien développée, de l’élevage, du travail des métaux, de la poterie et de la céramique, ainsi que du tissage de tapis datant du IIe millénaire avant notre ère. Le développement du tissage de tapis a été accéléré après la prise de contrôle de la dynastie Séfévides par Ismail I.
Les tapis azerbaïdjanais peuvent être classés en plusieurs grands groupes et en une multitude de sous-groupes. La véritable recherche scientifique sur le tapis azerbaïdjanais est liée au nom de Latif Karimov, un scientifique et artiste de premier plan. C’est sa classification qui reliait les quatre grands groupes de tapis aux quatre zones géographiques de l’Azerbaïdjan, à savoir Guba-Chirvan, Gandja-Kazakh, Karabakh et Tabriz.
Le tapis du Karabakh est l'un des cinq principaux groupes régionaux de tapis fabriqués en Azerbaïdjan et qui tire son nom de la région du Karabakh, qui comprend le Haut-Karabakh actuel et les territoires de plaine adjacents (« Karabakh de plaine »). Les tapis du Karabakh comptent 33 compositions. En raison des particularités de la laine de mouton locale, les tapis du Karabakh se caractérisent par des poils épais, hauts et moelleux. Ces tapis sont marqués pour leurs couleurs vives et joyeuses. Ils sont divisés en quatre groupes: sans médaillons, avec médaillons, namazlyk et tapis sujet. Dans la partie montagneuse du Karabakh, les tapis ont été fabriqués à Malybeyli, Muradkhanly, Dachbulakh, Djebrail, Horadis et dans de nombreux autres villages.

En 2010, l'art du tissage de tapis azerbaïdjanais en Azerbaïdjan a été ajouté à la Liste représentative du patrimoine culturel immatériel de l'humanité.

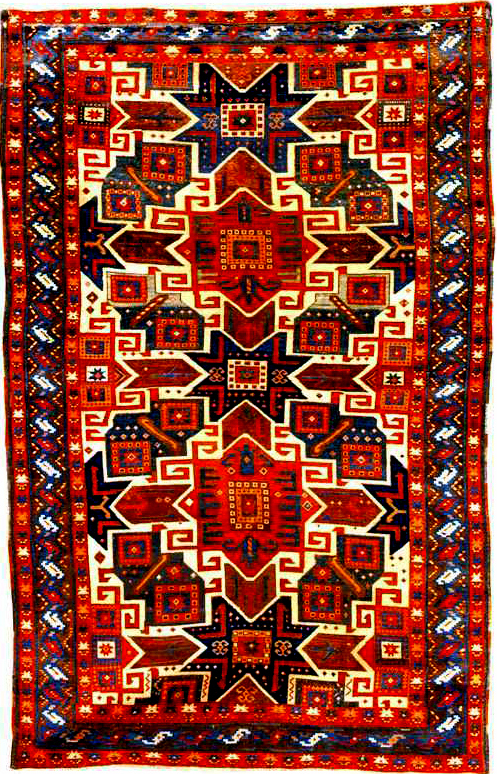
Tapis Ulduzlu, école de Gazakh, musée du tapis azerbaïdjanais
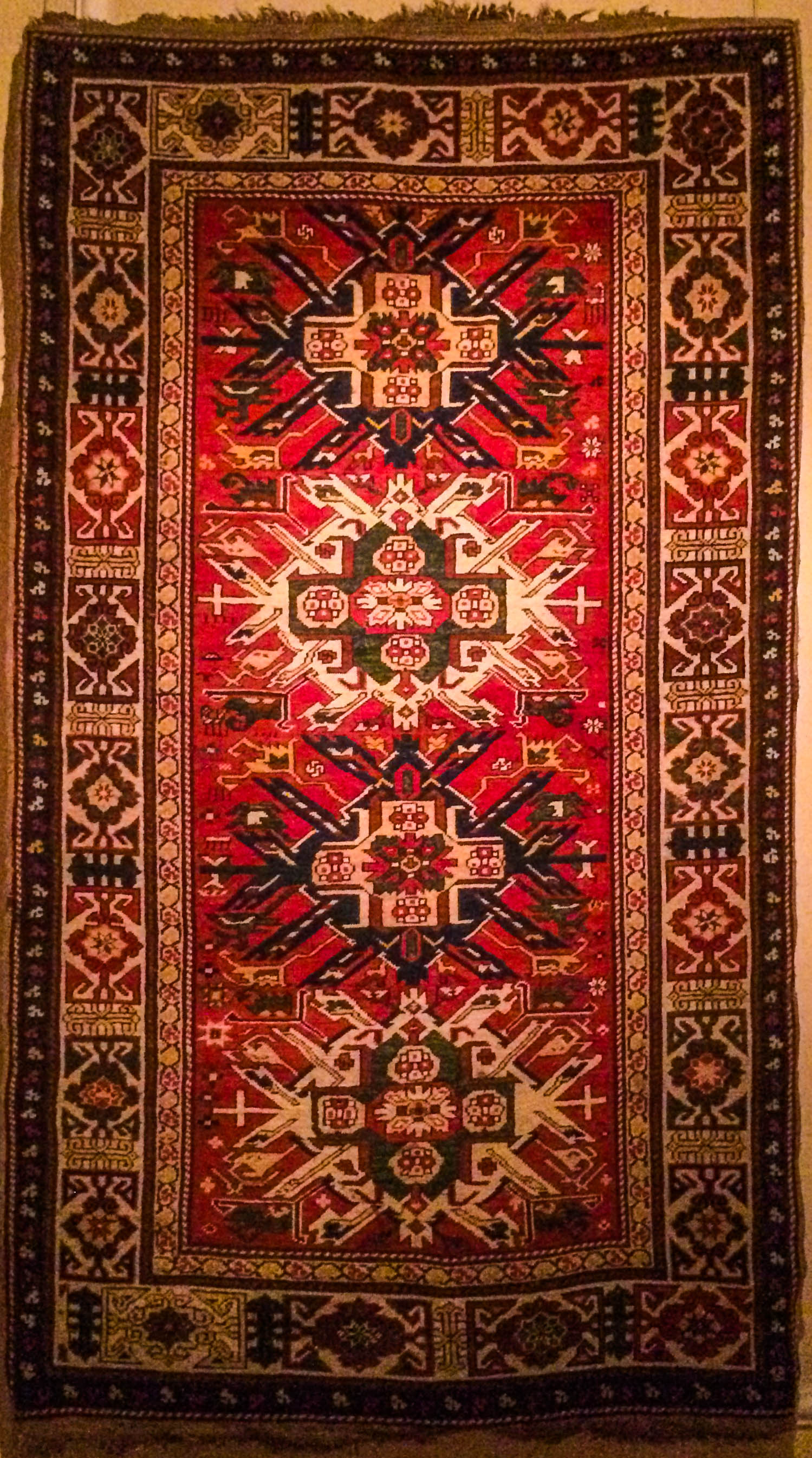
Tapis Gövhər, école du Karabakh, Musée national d'art d'Azerbaïdjan
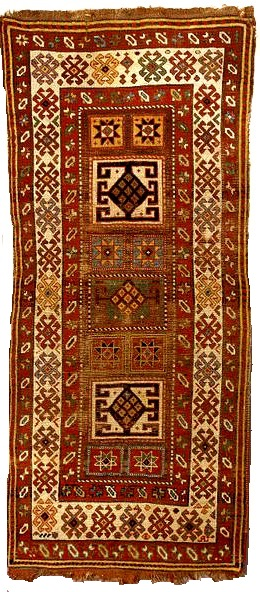
Tapis de Chamakhi, école de Chirvan, Musée Victoria et Albert
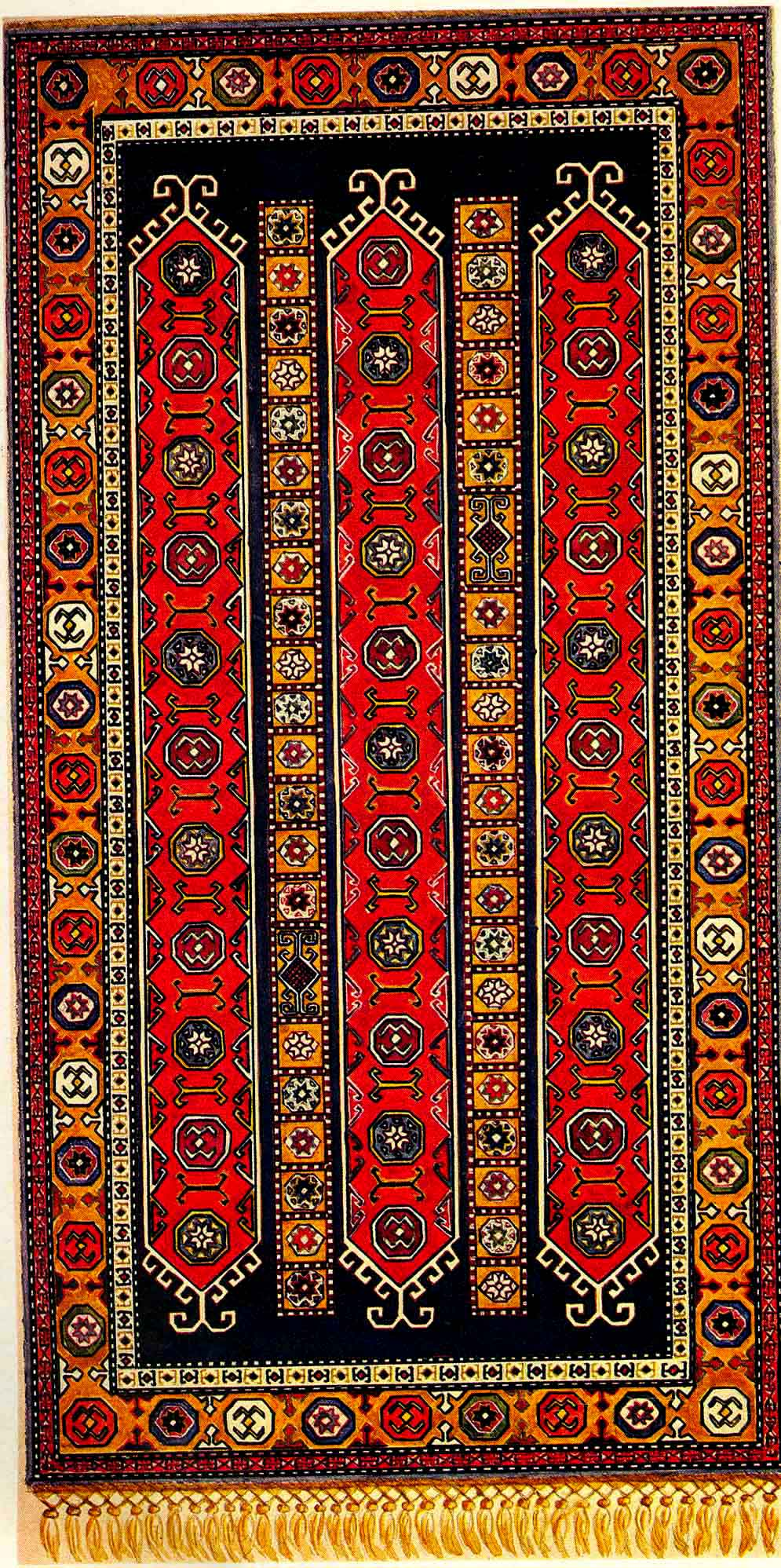
Tapis Gandja, école de Ganjda, Musée du tapis azerbaïdjanais

## XVIIeauXVIIIesiècles

### École de Tabriz de peinture miniature

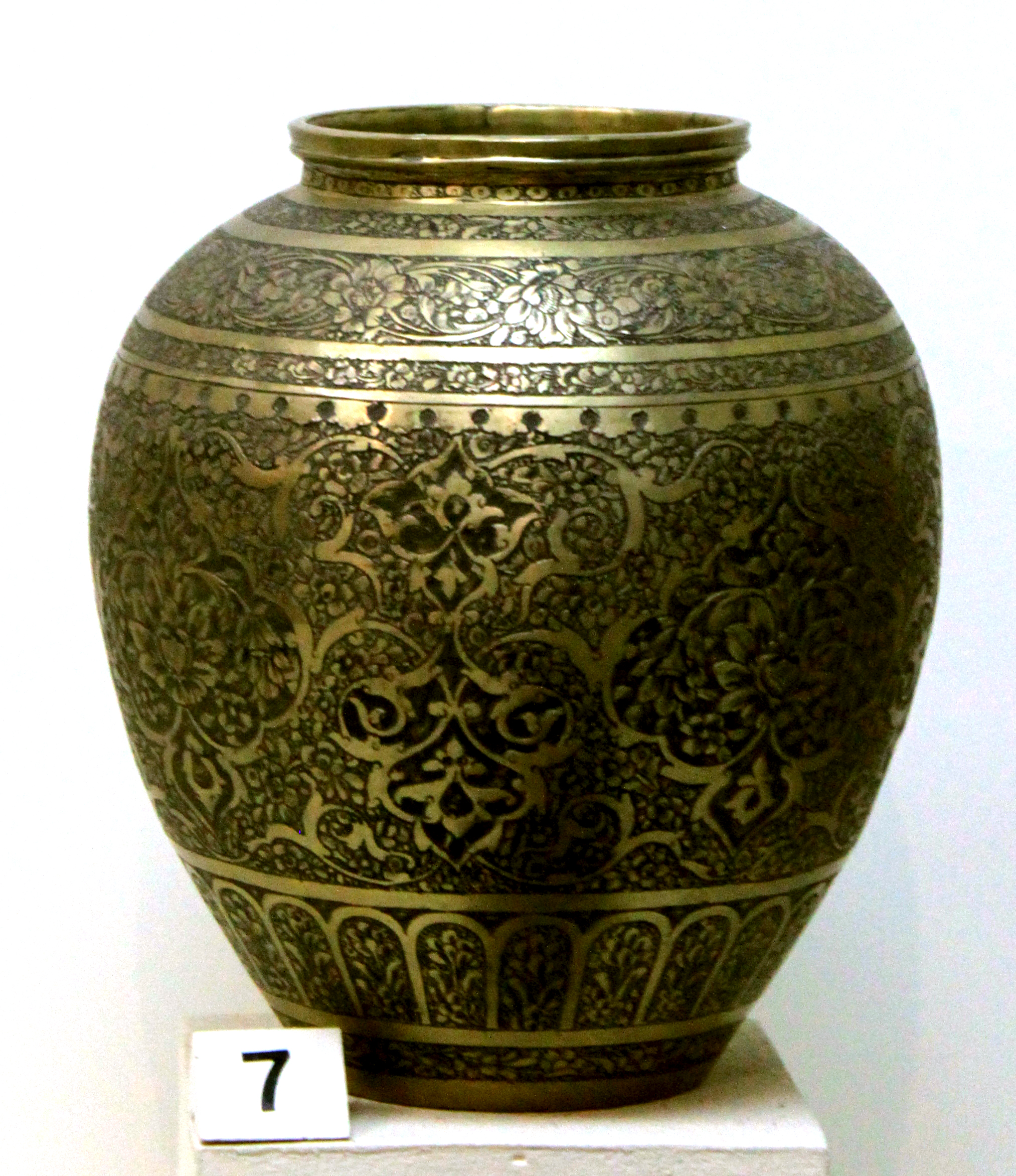
Pichet en cuivre de l'époque safavide au Musée national d'histoire de l'Azerbaïdjan

La peinture miniature persane se développait sur le territoire de l’Azerbaïdjan au Moyen Âge. Les manuscrits avec des peintures miniatures de personnes, d'animaux et de paysages étaient populaires à cette époque. Les œuvres poétiques de Ferdowsi, Nizami, Saadi, Hafez, Djami, Navoï, Amir Khusrau et d'autres occupent une place importante dans la créativité des artistes miniatures persans. Au milieu du XVe siècle, un nouveau style - le «style turkmène» - de diffusion miniature sur les territoires des États de Kara Koyunlu et d'Ag Goyunlu a été mis au point. De telles miniatures de ce style ont été réalisées à Tabriz et dans d'autres villes situées sur le territoire de l'Azerbaïdjan moderne. Chamakhi - la capitale du gouvernement des Chirvanshahs en fait partie. Des traces de ce style ancien créé par des artistes ayant travaillé dans les ateliers de Rachidaddin au début du XIVe siècle peuvent être observées dans des miniatures créées par Abdul-Bagi Bakouvi, artiste bakou du XVe siècle. Les illustrations pour «Anthologie de la poésie orientale» ou «Anthologie de Chamakhi» de 1468 et conservées au British Museum de Londres sont les meilleures miniatures créées par l'artiste de Chamakhi et Bakou. Les portraits à une figure et à deux figures peints par Abdulbagi Bakouvi (« Stableman » et « Deux amîrs ») et conservés au musée Topkapi, à Istanbul, appartiennent à l'art miniature de Bakou. L'influence de la peinture extrême-orientale se ressent dans la créativité de nombreux artistes miniatures de cette époque.
Les guerres entre la Turquie et l’Iran ainsi que les querelles féodales entre les khanats ont eu un impact négatif sur le développement des arts visuels aux XVIIe et XVIIIe siècles. Mais les chefs-d'œuvre colorés des arts visuels continuaient de se créer et le palais du khan de Cheki construit par l'architecte Khadali Zeynalabdin de Chiraz en 1797 est l'un de ces chefs-d'œuvre. Ces peintures décoratives créées par des maîtres tels qu’Abbasgulu, Usta Gambar Garabaghi, Aligulu, Gurban Ali, Chukur et bien d'autres ont été créées avec des couleurs vives et hétéroclites. Des images de personnes et d'animaux, ainsi que des scènes de bataille et de chasse ont été peintes sur les vestiges du palais.

Constrictions monumentales, en général souffrait d'un déclin. Au XVIIIe siècle, des peintures murales composées principalement de compositions à base de plantes apparaissent dans les maisons de riches citadins. Les arts nationaux ont créé des ornements pour armes à feu et bocaux. Un pot de cuivre et une arme à feu découverts à Lahidj ont des ornements hautement artistiques.

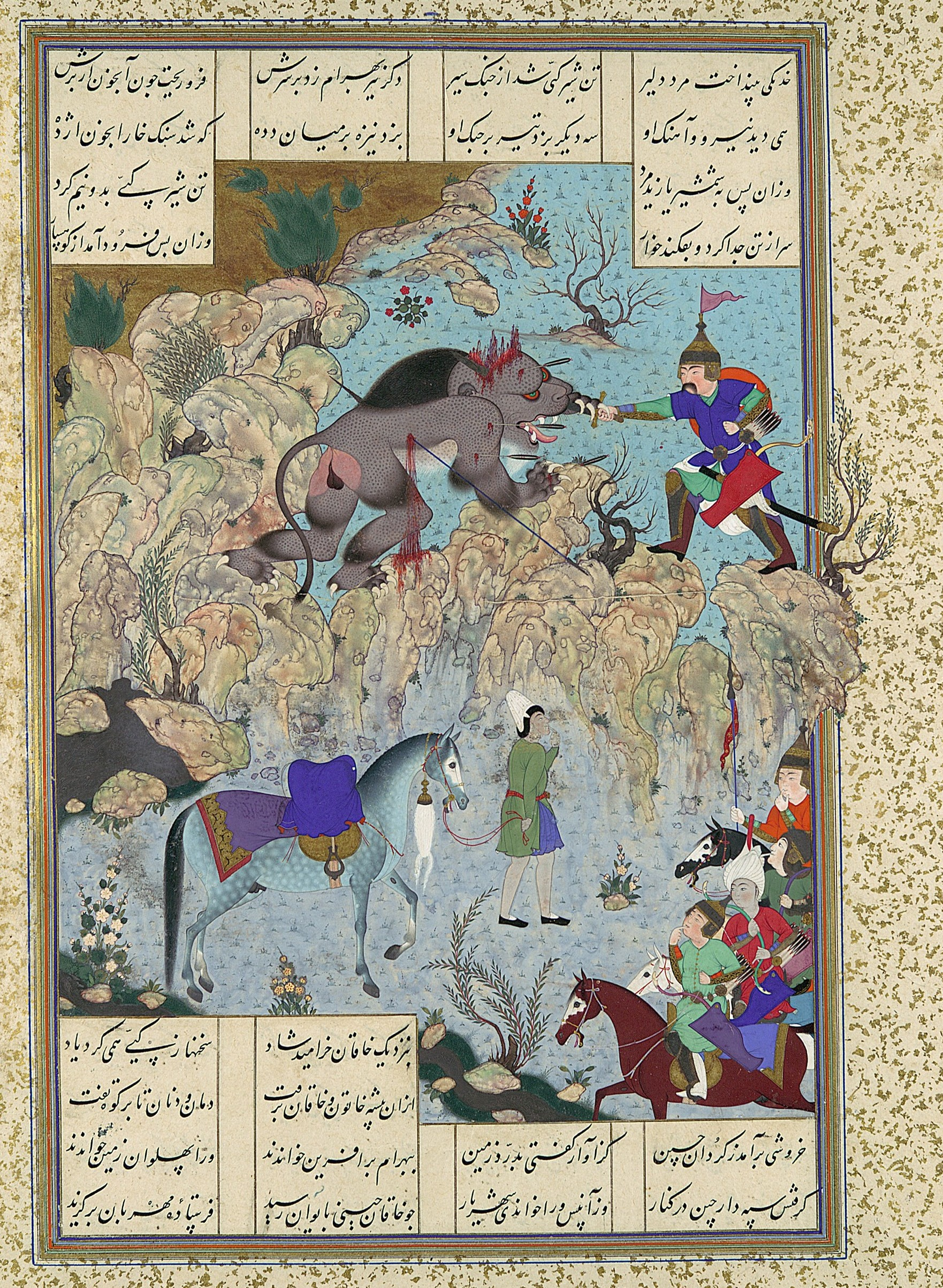
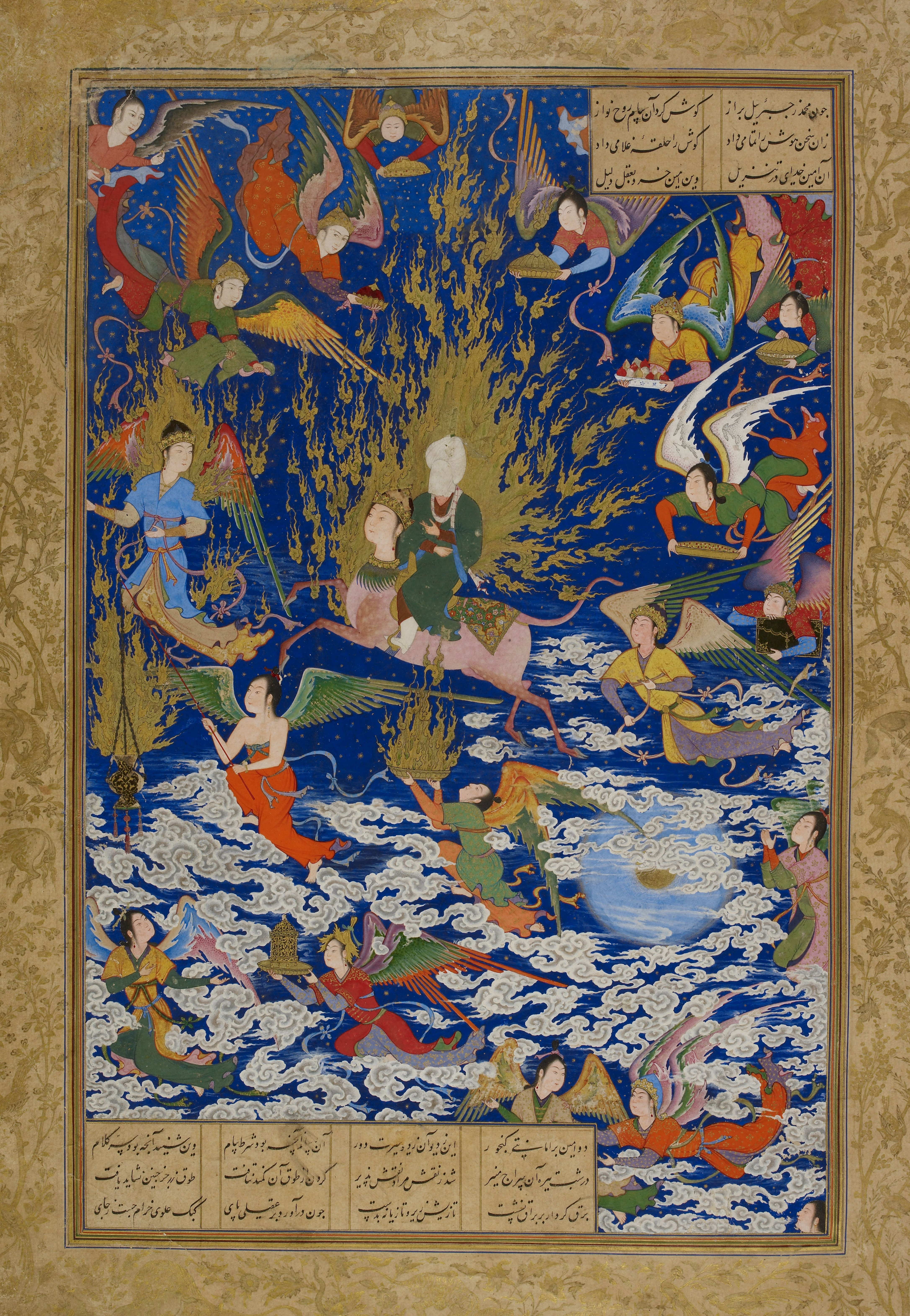
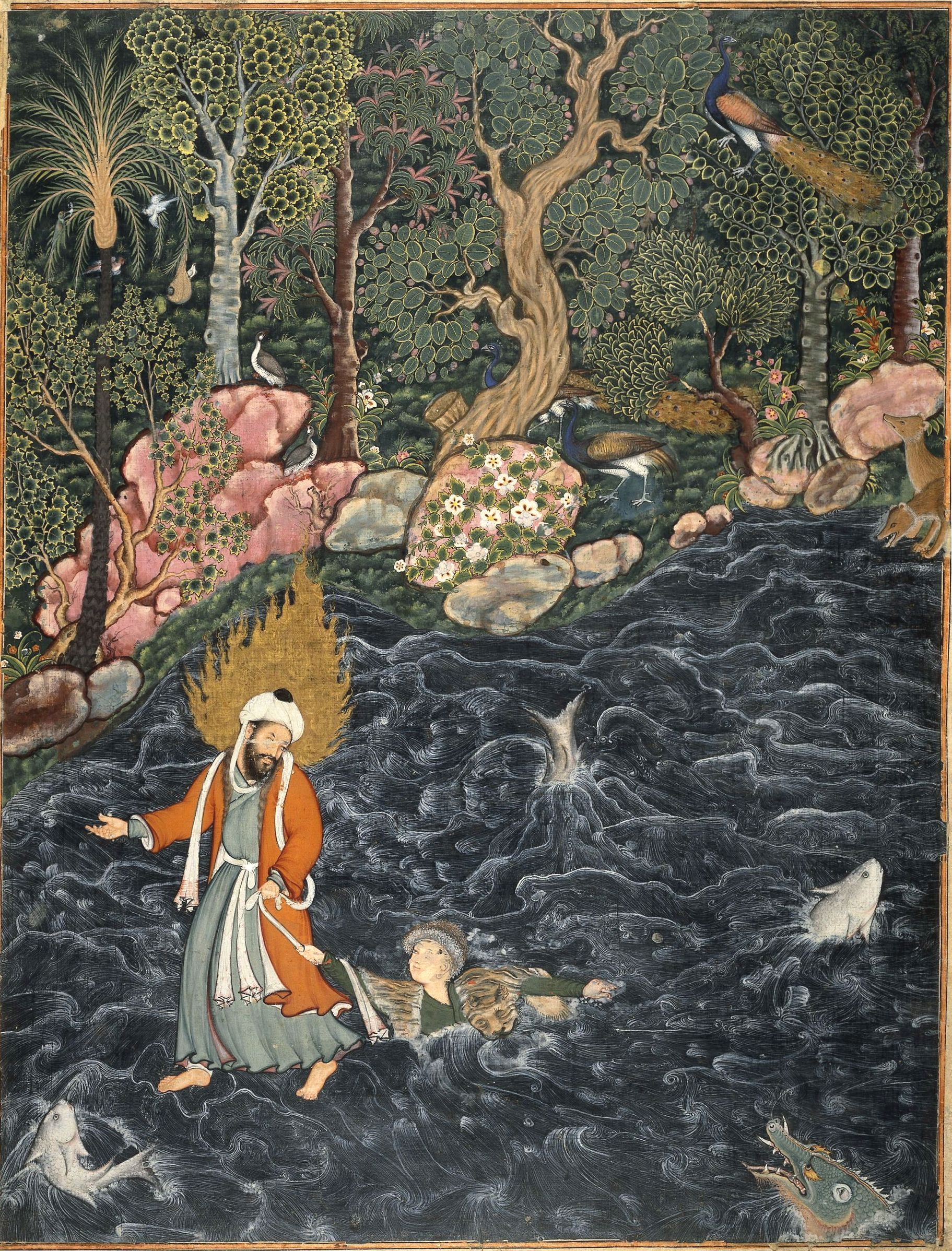
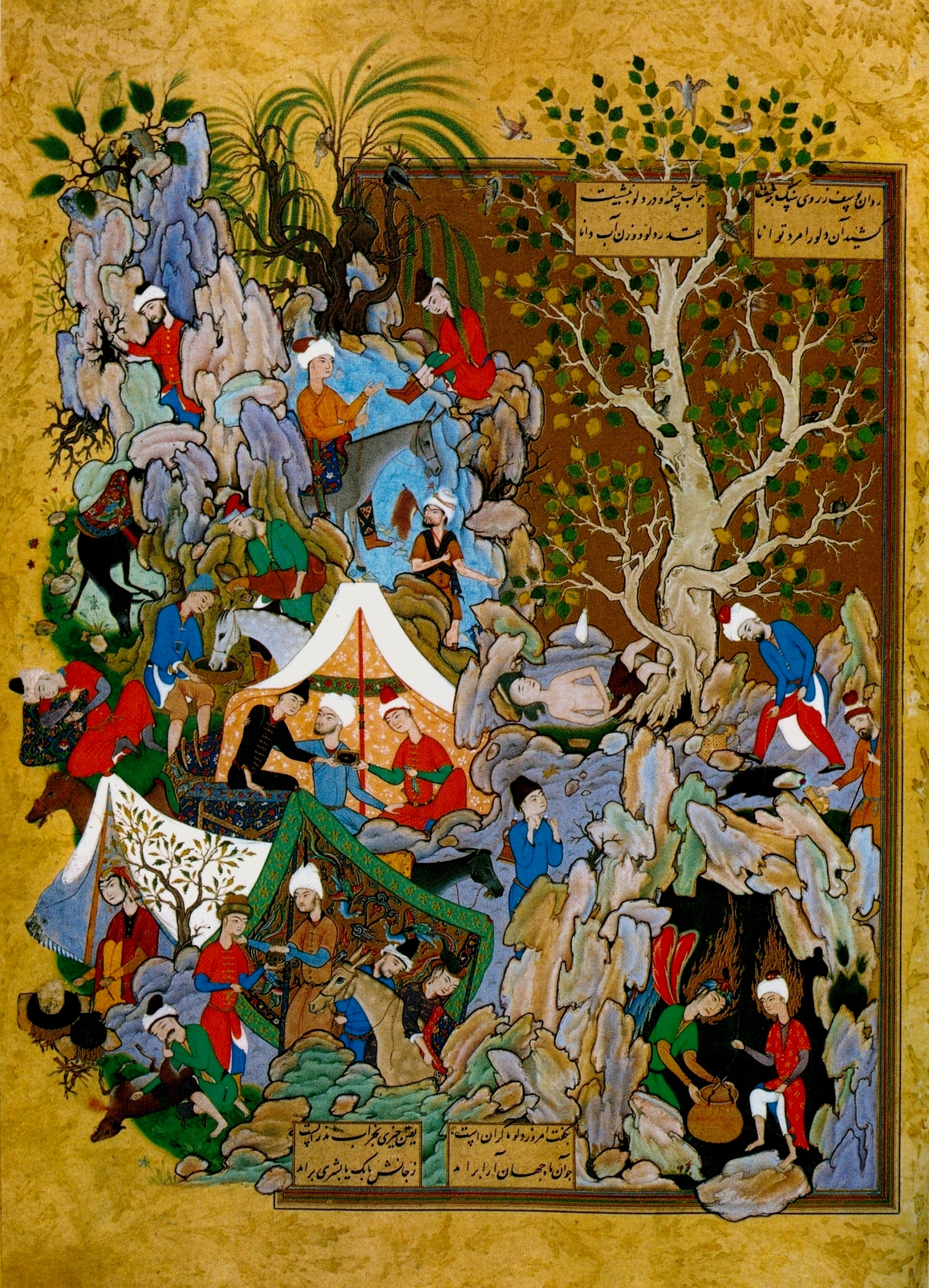

## XIXeau début duXXesiècle

### Art décoratif
Du XIXe siècle au début du XXe, plusieurs artistes en arts décoratifs n’avaient pas connu l’éducation artistique. Mir Mohsun Navvab, qui n’avait aucune éducation artistique, et qui était également célèbre en tant que poète, théoricien de la musique et calligraphie, était l’un des artistes les plus célèbres de cette époque. Les ornements créés par lui sont importants dans le domaine de l'art. Peintures murales ornementales, images de fleurs et d'oiseaux, illustrations de ses propres manuscrits (« Bahr-Ul Kazan » (La mer de la douleur), 1864) sont typiques de sa créativité.  
Usta Gambar Garabaghi a utilisé les traditions nationales de la peinture murale (vers 1830 - 1905). Il est célèbre pour ses travaux de restauration du palais du khan de Cheki, ses peintures de l'intérieur de maisons de Mehmandarov et Rustamov à Choucha et dans d'autres villes. Les peintures qu'il a réalisées ne cassent pas la planéité des murs mais mettent en valeur ses détails architecturaux. Ses nouvelles œuvres se distinguent par la croissance de fonctionnalités réalistes.
Il convient également de noter les paysages, les images de fleurs et les motifs d'art décoratif et appliqué réalisés par le poète Khourchidbanou Natavan. Elle a également décoré ses poèmes avec des motifs d'art lyrique. 

Des artistes tels que Avazali Moughanli («Kalila et Dimna», 1809), Mirza Aligulu (« Chahnameh », 1850), Najafgulu Chamakhili (« Yusif et Zuleikha », 1887) et d'autres célèbres étaient célèbres parmi les peintres miniatures azerbaïdjanais de cette époque.

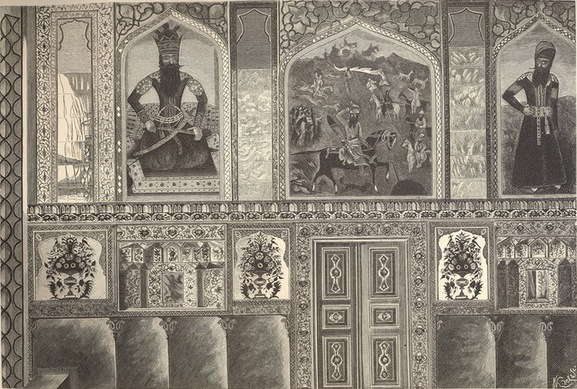
Portraits dans le palais d'Erevan de Sardar dans la forteresse d'Erevan peints par Mirza Gadim Erevani.
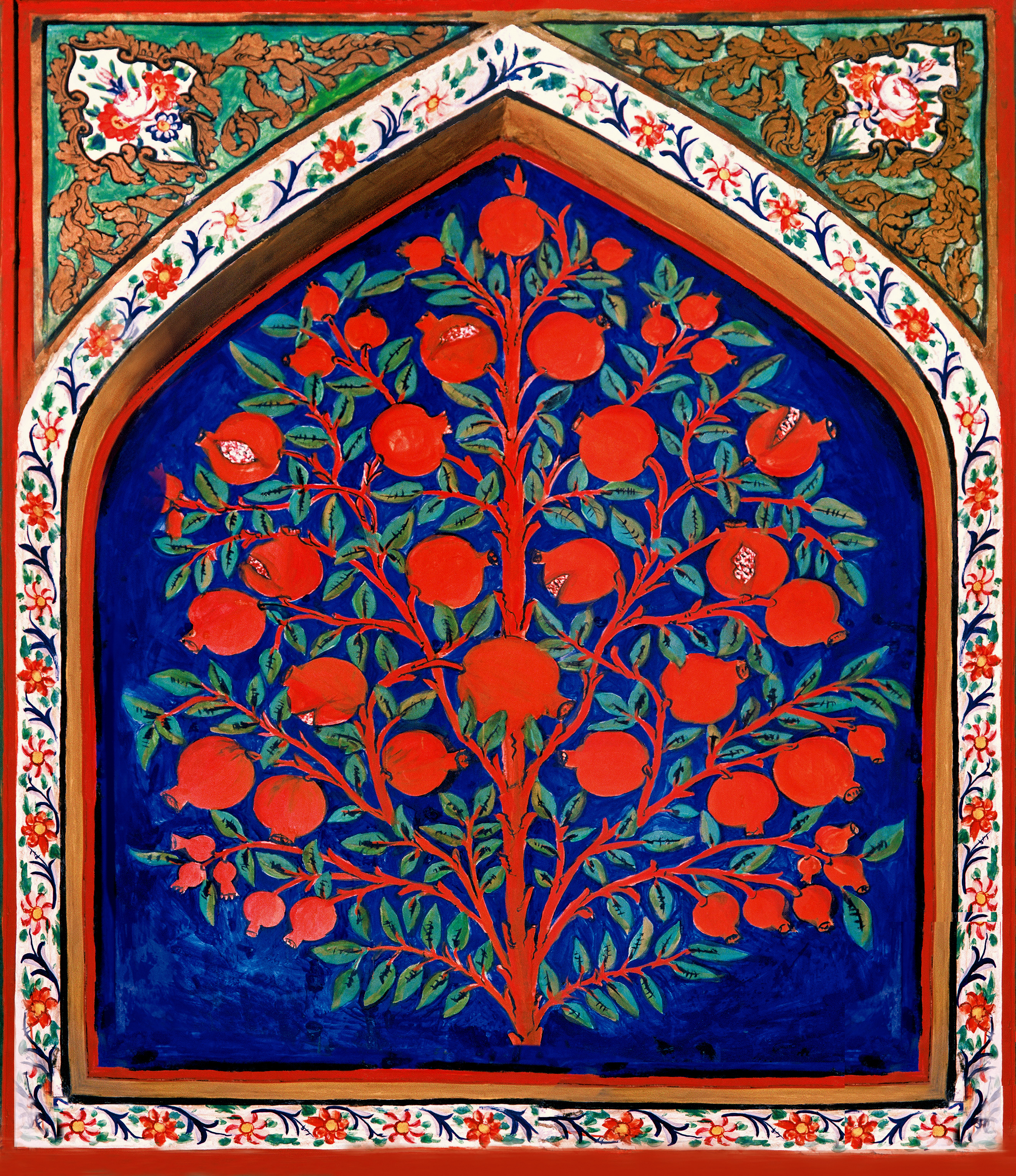
Arbre de vie par Usta Gambar Garabaghi.

## XXesiècle

### République démocratique d'Azerbaïdjan
Le Musée de l'Indépendance de l'Azerbaïdjan, où les attributs nationaux de l'Azerbaïdjan (armoiries nationales et drapeau national) ont été créés, a été fondé à Bakou en 1919, après la création de la République démocratique d'Azerbaïdjan. Des réunions consacrées à la conservation des monuments historiques ont eu lieu au musée. À l'époque, le magazine Füyuzat était publié par Ali bey Husseynzade, éminent philosophe, journaliste et artiste de l'époque et pionnier de l'art de la peinture à l'huile en Azerbaïdjan les œuvres les plus célèbres de Husseynzade sont la mosquée Bibi-Heybat et le portrait du cheikh al-islam.

### Azerbaïdjan soviétique
Un nouveau type d’art se forme en Azerbaïdjan après l’instauration du régime soviétique en Azerbaïdjan en 1920. La première école d’art où de nouveaux genres d’art plastique sont créés a été ouverte en 1920 à Bakou.
Dans les années 1930, des artistes tels que Azim Azimzade, Farhad Khalilov, H. Khaligov, I. Akhundov, A. Hadjiyev, M.A. Vlassov, K. Kazimzade, A. Mammadov et d'autres travaillaient dans le domaine des graphiques. Des illustrations de livres d'écrivains azerbaïdjanais et étrangers ont été réalisées. Des pancartes aux thèmes actuels de cette époque ont également été réalisées.
En 1928, la première exposition d'art de l'Union azerbaïdjanaise des jeunes artistes a eu lieu. Dans les années 1930, l’exposition de l’Union azerbaïdjanaise des arts visuels révolutionnaires connaît un grand succès.
En 1932, le Comité des artistes azerbaïdjanais a été créé. À cette époque, des œuvres telles que «Les vendanges» de S. Charifzade, « Le portrait d’Azim Azimzade » de H.Hagverdiyev et « Portrait de Nizami Gandjavi » de Gazanfar Khaligov, étaient célèbres. Il convient également de mentionner les œuvres de Mikayil Abdullayev, B. Mirzazade, B. Aliyeva, Sattar Bahlulzade et K. Khanlarova. Le premier congrès des artistes azerbaïdjanais a eu lieu en 1940.
Généralement, des pancartes politiques et des caricatures satiriques ont été faites pendant la Seconde Guerre mondiale. Des artistes connus tels que H. Khaligov, I. Akhundov, A. Hajiyev et S. Charifzade étaient les auteurs de telles affiches politiques.
Le stade de maturité dans les arts visuels azerbaïdjanais a commencé au milieu des années cinquante. Mikayil Abdullayev, Tahir Salahov, Vidadi Narimanbeyov, Sattar Bahlulzade, Togrul Narimanbeyov, Geysar Khaciyeva et d'autres étaient des artistes célèbres de l'Azerbaïdjan soviétique dans la seconde moitié du XXe siècle. Tahir Salahov a crédité pour avoir inventé une version du « réalisme sévère » plus véridique de la triste réalité de la vie des travailleurs que les brillantes certitudes du réalisme socialiste.
B. Aliyev, I. Feyzullayev, A. Mammadov, A. Verdiyev et d'autres ont décrit des sujets de travail et d'industrie dans leurs œuvres. Mais les œuvres d’Elbey Rzagouliyev, de T. Sadighzade, d’Arif Husseynov, de K. Nadjafzade et d’autres sont consacrées au passé historique, aux traditions et aux coutumes du peuple azerbaïdjanais, à la guerre et à la paix. J. Mirdjavadova, N. Rahmanova, K. Ahmadova, G. Yunussova, S. Veysova, A. Ibrahimova, I. Mammadova, S. Mirzazade, F. Hachimova, F. Gulamova, A. Samadova et autres ont peint des images mythologiques.
Maral Rahmanzade a été la première femme artiste azerbaïdjanaise à obtenir une formation artistique professionnelle qui a connu un grand succès dans le domaine de la peinture de chevalet et de l'illustration de livres.

## XXIesiècle

### Azerbaïdjan indépendant
Après la dissolution de l'Union soviétique, des organisations telles que Yarat ont été créées pour favoriser la compréhension de l'art contemporain en Azerbaïdjan et pour créer une plate-forme de l'art azerbaïdjanais aux niveaux national et international.
Le Festival international d’art Tour de la Vierge est organisé depuis 2010 dans le but de promouvoir la Tour de la Vierge dans la vieille ville de Bakou, inscrite sur la Liste du patrimoine mondial de l’UNESCO en 2000 et considérée comme le symbole de Bakou. 